# Girls Revolution/Party Time!
『Girls Revolution / Party Time!』（ガールズレボリューション / パーティータイム!）は、日本の音楽ユニットGirls2の4枚目のオリジナル・EP。2021年4月28日にSony Music Associated Recordsから発売。

## 概要
【CD＋DVD】(初回限定盤)、【CD】(通常盤)の2形態で発売。
テレビ東京系放送の『ガールズ×戦士シリーズ』から派生したユニットの選抜メンバーによって結成された「Girls2」の4枚目のオリジナル・EPである。
オリコン週間アルバムランキング5位(2021年5月10日付)を記録した。
尚、「Girls Revolution」と「STARRRT!」にはlovely2のメンバー4名も参加しており、2曲の音源及びDVDの各映像はlovely2も含めた13名体制で収録されている。

## 収録曲

### 【CD＋DVD】(初回限定盤)
CD
| #  | タイトル              | 作詞 | 作曲 | タイアップ                                                                                     |
| -- | --------------------- | ---- | ---- | ---------------------------------------------------------------------------------------------- |
| 1. | 「Girls Revolution」  |      |      | ドラマ『ポリス×戦士 ラブパトリーナ!』オープニングテーマ                                        |
| 2. | 「Party Time!」       |      |      | 『Musicる TV』オープニングテーマ                                                               |
| 3. | 「STARRRT!」          |      |      | 映画『劇場版 ポリス×戦士 ラブパトリーナ！〜怪盗からの挑戦! ラブでパパッとタイホせよ!〜』主題歌 |
| 4. | 「弾心 〜ダンシン〜」 |      |      | 九州朝日放送『アサデス。KBC』内プロジェクト「アサダン」テーマソング                            |

| #  | タイトル                                                                | 作詞 | 作曲・編曲 |
| -- | ----------------------------------------------------------------------- | ---- | ---------- |
| 1. | 「Girls Revolution - ミュージックビデオ-」                              |      |            |
| 2. | 「Girls Revolution – ダンスパフォーマンスビデオ-」                      |      |            |
| 3. | 「Girls Revolution – ドラマオープニングノンクレジットver.-」            |      |            |
| 4. | 「STARRRT! - ミュージックビデオ-」                                      |      |            |
| 5. | 「弾心 ～ダンシン～ feat.黒木啓司,EXILE NESMITH - ミュージックビデオ-」 |      |            |
| 6. | 「Party Time! - ミュージックビデオ-」                                   |      |            |
| 7. | 「『Girls² Online Live 2020』完全収録（約80分）」                       |      |            |

### 【CD】(通常盤)
1. Girls Revolution
2. Party Time!
3. STARRRT!
4. 弾心〜ダンシン〜
5. Girls Revolution (カラオケ)
6. Party Time! (カラオケ)
7. STARRRT! (カラオケ)
8. 弾心〜ダンシン〜 (カラオケ)

## タイアップ
Girls Revolution
ドラマ『ポリス×戦士 ラブパトリーナ!』オープニングテーマ
Party Time!
『Musicる TV』オープニングテーマ
STARRRT!
映画『劇場版 ポリス×戦士 ラブパトリーナ！〜怪盗からの挑戦! ラブでパパッとタイホせよ!〜』主題歌
弾心 〜ダンシン〜
九州朝日放送『アサデス。KBC』内プロジェクト「アサダン」テーマソング